# Mecometopus ion
Mecometopus ion là một loài bọ cánh cứng trong họ Cerambycidae.